# Сапардьєль-де-ла-Каньяда
Сапардьєль-де-ла-Каньяда (ісп. Zapardiel de la Cañada) — муніципалітет в Іспанії, у складі автономної спільноти Кастилія-і-Леон, у провінції Авіла. Населення — 120 осіб (2010).
Муніципалітет розташований на відстані близько 140 км на захід від Мадрида, 55 км на захід від Авіли.
На території муніципалітету розташовані такі населені пункти: (дані про населення за 2010 рік)
- Сапардьєль-де-ла-Каньяда: 120 осіб
- Кастельянос-де-ла-Каньяда: 0 осіб
- Серранос-де-ла-Торре: 0 осіб

## Демографія
Динаміка населення (INE ):